# Nicolae Bănicioiu
Nicolae Bănicioiu (Râmnicu Vâlcea, 26 marzo 1979) è un politico rumeno, membro del Partito Social Democratico. È Ministro della Sanità dal marzo 2014 al novembre 2015.

## Biografia

### Formazione e carriera professionale
Si è laureato in stomatologia presso l'Università di medicina e farmacia Carol Davila nel 2004. È diventato medico nel 2005 e assistente universitario nel 2007.

### Impegno politico
Nel 2004 è stato eletto contemporaneamente alla Camera dei deputati e vicepresidente della Gioventù Social Democratica (TSD). Prende il comando della TSD tre anni dopo.
Dal 2006 è presidente della "Gioventù Socialdemocratica", e dal 2008 è Questore della Camera dei deputati.
È nominato Ministro della Gioventù e dello Sport nel secondo governo Ponta il 21 dicembre 2012. Il 4 marzo 2014, Nicolae Bănicioiu si trasferisce al posto del Ministro della Sanità in occasione della formazione del Governo Ponta III.